# Nova Kaluha, Velîka Oleksandrivka
Nova Kaluha (în ucraineană Нова Калуга) este localitatea de reședință a comunei Nova Kaluha din raionul Velîka Oleksandrivka, regiunea Herson, Ucraina.

## Demografie
Componența lingvistică a localității Nova Kaluha
     Ucraineană (97,19%)
     Română (1,64%)
     Alte limbi (0,94%)
Conform recensământului din 2001, majoritatea populației localității Nova Kaluha era vorbitoare de ucraineană (97,19%), existând în minoritate și vorbitori de română (1,64%).